# Ebrahim Dżawadi
Ebrahim Dżawadipur (pers. ابراهيم جوادی‌پور; ur. 28 lipca 1943 w Kazwinie) – irański zapaśnik walczący w stylu wolnym. Brązowy medalista olimpijski w Monachium 1972, w kategorii 48 kg.
Czterokrotny mistrz świata w latach 1969 – 1973. Triumfator igrzysk azjatyckich w 1970 i 1974 roku.
W 2011 roku przyjęty do Galerii Sławy FILA.